# مگس بطری فیروزه‌ای
مگس بطری فیروزه‌ای(نام علمی: Calliphora vomitoria) نام یک گونه از سرده لاشه‌مگس است. این گونه تقریباً در سرتاسر جهان زندگی می‌کند. مگس بزرگسال از شهد گل‌ها و لارو این مگس از لاشه جانوران مرده تغذیه می‌نماید. مگس بطری فیروزه‌ای در گردافشانی برخی گل‌ها نیز مشارکت می‌کند. طول این مگس کمی بزرگتر از مگس خانگی و بین ۱۰ تا ۱۴ میلی‌متر است. رنگ بخش شکمی این مگس آبی متالیک با نواحی سیاه رنگ است.

## نگارخانه

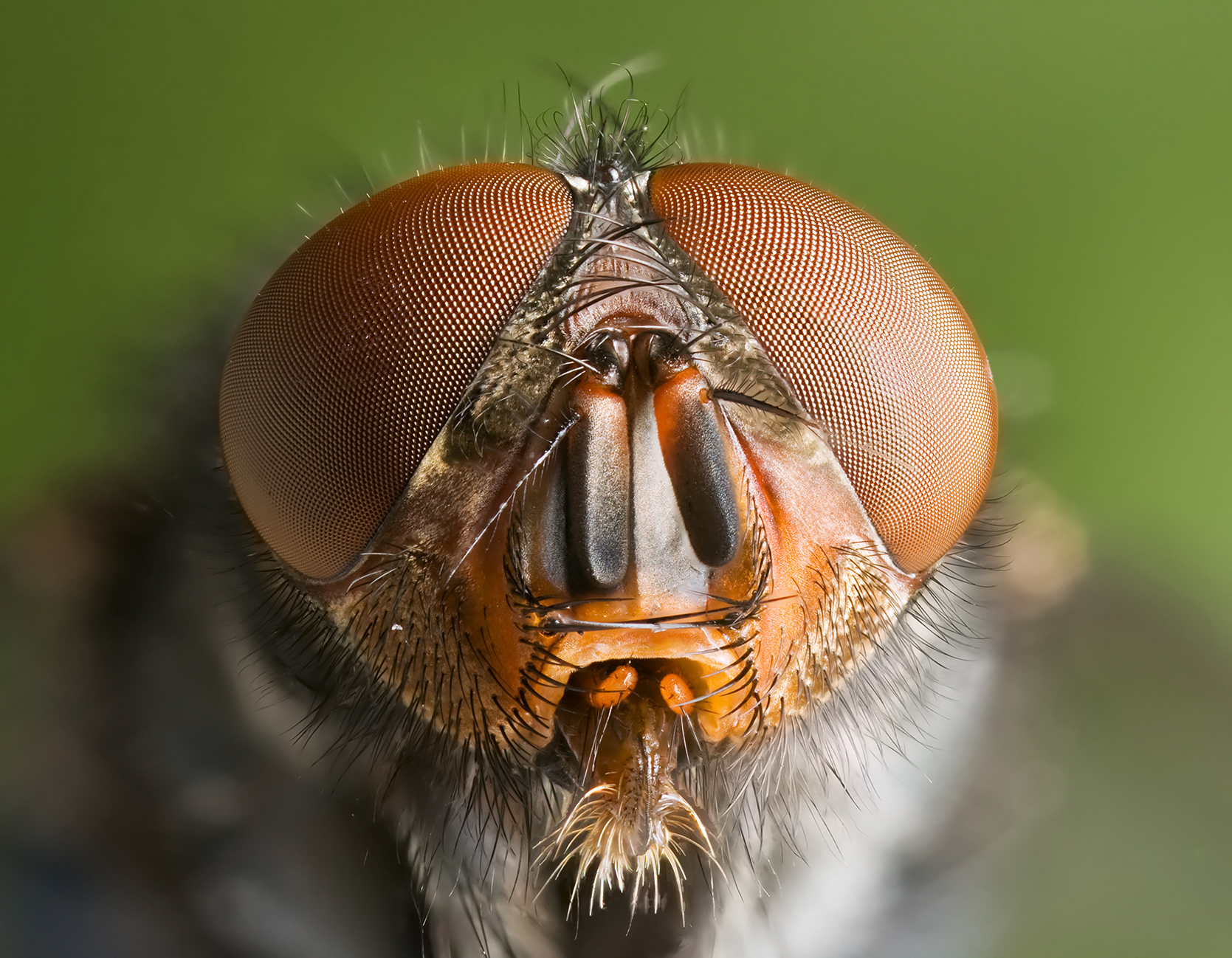
تصویری از بطری فیروزه‌ای در حالت بزرگنمایی ۳.۵:۱؛ تاسمانی، استرالیا.